# Рижская 22 средняя школа
Рижская 22 средняя школа (латыш. Rīgas 22. vidusskola) — одна из школ Риги, находящаяся на улице Бруниниеку в центральном районе.

## История
Здание школы построено в 1883 году по проекту архитектора Фельско. Изначально там располагалась табачная фабрика И. В. Минделя. Здание было перестроено в 1896 году по проекту архитектора Тромповского. В 1947 году, после окончания Второй мировой войны в здании разместили школу с обучением на русским языке. Здание было перестроено для нужд школы. В то время в школе училось около 400 учеников. В 1953 году школа была преобразована в 22-ю среднюю школу Риги. В 2014 году был подписан приказ о реставрации здания школы. Также в школе проходил референдум о запрете пропаганды однополых браков.
Согласно LSM.lv, 22 школа — одна из успешнейших по всей Риге. Педагоги и ученики поясняют это тем, что в школе дружная атмосфера и сотрудничество между учителями и учениками.
Школа праздновала 70-летие школы в Splendid Palace.
В 2016 году из-за ремонтных работ в школе неоднократно звучала сигнализация. Была открыта игровая площадка во дворе школы, которую после уроков могут посещать все.
В школе регулярно проходят дебаты в формате Карла Поппера на различные темы, которые организует учитель истории Наталья Аевская (Шкестере).

### Обучение
Школа работает по программе начального образования меньшинств (21011121) и программе общего среднего образования. Занятия проходят пять дней в неделю, позволяя ученикам на выходных заниматься тем, чем им интересно. В школе также проходят семинары для самих учителей.

## Известные ученики
- Михаил Таль, шахматист
- Борис Пуго, политик
- Николай Нейланд, политик
- Отто Лацис, журналист, политик
- Абрам Клёцкин, политик
- Михаил Барышников, актёр балета
- Маврик Вульфсон, политик
- Виктор Красовицкий, банкир
- Лариса Мондрус, певица
- Эрик Жагарс, историк
- Георгий Столигво, врач
- Александр Каверзнев, журналист
- Зинаида Славина, актриса
- Пётр Вайль, писатель, журналист
- Алексей Широв, шахматист
- Владимир Кононов, член совета НФЛ, инженер[2]

## Директора
- Гриценко Герман (1947—1952)
- Малюков Павел (1952—1953)
- Братицел Степан (1953—1956)
- Мокринский Алексей (1955—1961)
- Явербфум Владимир (1961—1962)
- Трушкина Лариса (1962—1972)
- Червятина Эмилия (1972—1981)
- Есипова Татьяна (1981—1999)
- Рогалева Наталья (1999—2006)
- Романова Ирина с 2006 г.[11]